# سیلانسترون
سیلانسترون آنتاگونیست گیرنده‌های سروتونین است که در درمان تهوع و زیادی حرکات روده به کار می رود.